# Therese van Liechtenstein

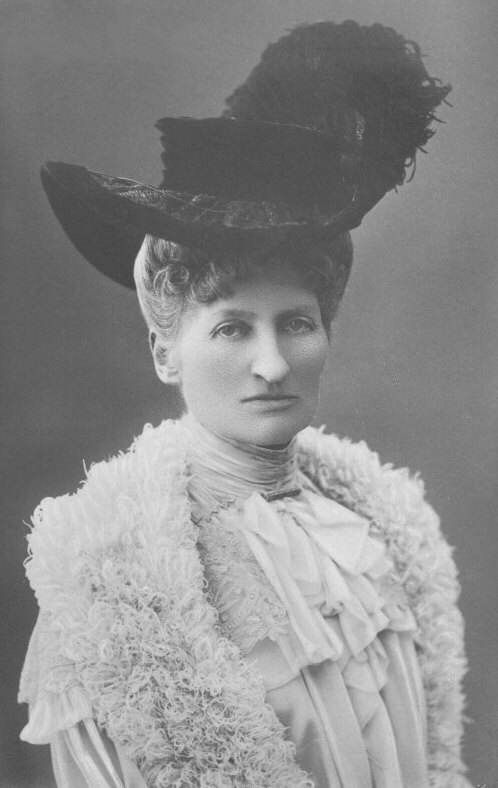
Therese van Liechtenstein

Therese Maria Jozefa Martha van Liechtenstein (Slot Liechtenstein, 28 juli 1850 - München, 13 maart 1938) was een prinses uit het Huis Liechtenstein. Ze was het tiende kind en de negende dochter van vorst Alois II van Liechtenstein en Franziska Kinsky von Wchinitz und Tettau. 
Zelf trouwde ze op 12 april 1882 te Wenen met prins Arnulf van Beieren, de jongste zoon van prins-regent Luitpold van Beieren. Het paar kreeg een zoon:
- Hendrik (1884-1916, gevallen in de Eerste Wereldoorlog)

Ze overleed in 1938, waarna haar lichaam werd bijgezet in de Theatinerkirche in München.